# Predrag Keros
Predrag Keros (Zagreb, 17. rujna 1933. – Zagreb, 23. veljače 2018.) bio je hrvatski anatom, kirurg, ortoped i neurokirurg.

## Životopis
Završio je gimnaziju u Zagrebu 1952. godine. Na Medicinskom fakultetu u Zagrebu doktorirao je 1963. tezom „Anatomska podloga uspješne provodne anestezije u plastičnoj kirurgiji glave i vrata”. Završio je specijalizacije iz opće kirurgije (1965.), zatim ortopedije (1969.) te neurokirurgije (1978.). Od 1970. izvanredni je profesor, a od 1975. redoviti. Umirovio se 1998. godine.
Objavio je preko 400 znanstvenih radova.

## Počasti
- Nagrada grada Zagreba (1988.)[1]
- Nagrade RH za promidžbu znanosti (2001.)[1]

### Članci
- Šikić, Jasna. 2009. Keros, Predrag. Hrvatski biografski leksikon. Zagreb.  journal zahtijeva |journal= (pomoć)